# Johann Sterr
Johann „Hans” Sterr (ur. 8 czerwca 1933 w Aubing, zm. 18 maja 2011 w Stahnsdorfie) – zachodnioniemiecki zapaśnik walczący w obu stylach. Olimpijczyk z Melbourne 1956, gdzie zajął czwarte miejsce w stylu klasycznym i piąte w stylu wolnym. Walczył w kategorii do 79 kg.
Piąty na mistrzostwach świata w 1953 i szósty w 1957 roku.
Mistrz Niemiec w 1953, 1954, 1957 i 1964; drugi w 1956; trzeci w 1958. Mistrz NRD w latach 1954-1963. Mistrz w stylu klasycznym w 1955; drugi w 1954, 1956 i 1964 roku.